# Okręg Rochefort
Okręg Rochefort (fr. Arrondissement de Rochefort) – okręg w zachodniej Francji. Populacja wynosi 179 tysięcy.

## Podział administracyjny
W skład okręgu wchodzą następujące kantony:
- Aigrefeuille-d'Aunis,
- Château-d'Oléron,
- Marennes,
- Rochefort-Centre,
- Rochefort-Nord,
- Rochefort-Sud,
- Royan-Est,
- Royan-Ouest,
- Saint-Agnant,
- Saint-Pierre-d'Oléron,
- Surgères,
- Tonnay-Charente,
- Tremblade.